# هاینریش مان
لویز (لودویگ) هاینریش مان (به آلمانی: Luiz (Ludwig) Heinrich Mann) ‏ (۱۸۷۱–۱۹۵۰) رمان‌نویس آلمانی و برادر توماس مان نویسنده بزرگ است. هاینریش مان به خاطر مضمون‌های انتقادی و سیاسی رمان‌هایش و ضدیت با نازیسم در سالهای پیش از جنگ جهانی دوم تحت فشار بود و در سال ۱۹۳۳ زندانی شد. او در سنتا مونیکا، ایالت کالیفرنیا در ایالات متحده در تهیدستی و تنهایی درگذشت.

## آثار

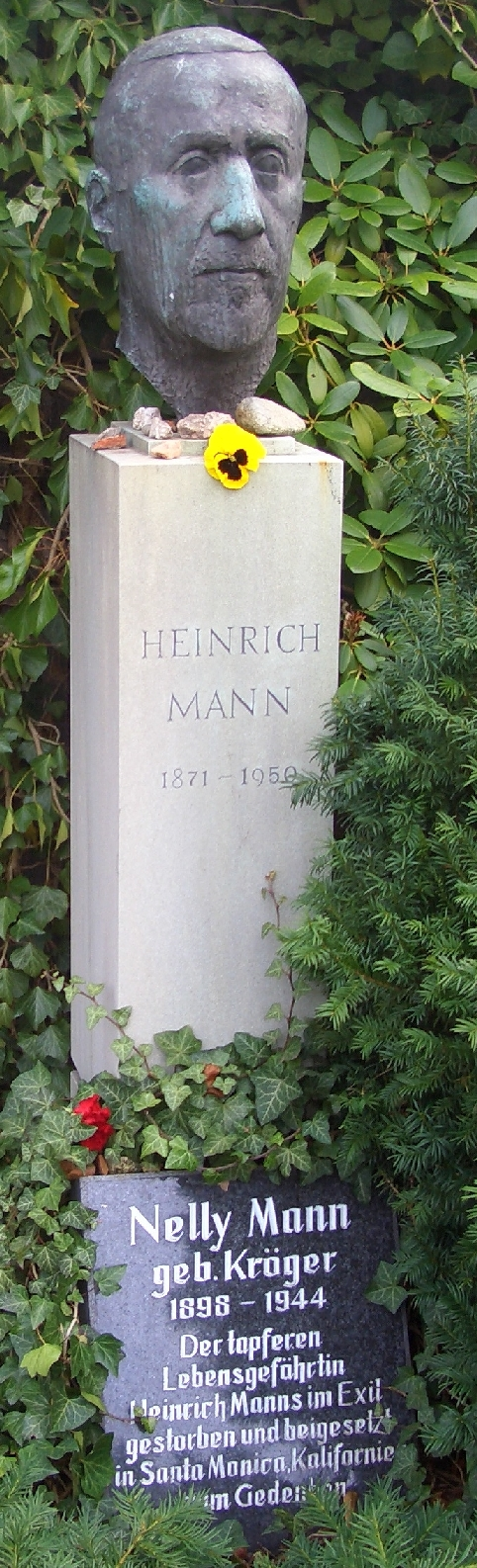
آرامگاه هاینریش مان

هاینریش مان در سال ۱۹۰۵ رمان استاد اونرات نوشت که در ۱۹۳۲ به نام فرشته آبی به انگلیسی ترجمه شد و مورد توجه بسیار قرار گرفت. اقتباس سینمایی جوزف فون اشترنبرگ با بازی مارلنه دیتریش به نام فرشته آبی از این رمان بسیار مشهور است. رمان فرشته آبی با ترجمه محمود حدادی به فارسی منتشر شده‌است.
رمان زیردست (Der Untertan) هاینریش مان هم به فارسی منتشر شده‌است. در این رمان طنزآلود زندگی شخصیتی به نام دیدریش هسلینگ را دنبال می‌کنیم؛ مردی فرومایه که بنده‌وار و متعصبانه طرفدار قیصر ویلهلم دوم است. در ادامه رمان هلسینگ با رفتار خیانت‌آمیز به آزادی‌خواهان و چاپلوسی که خنده‌آور به نظر می‌رسد مرتب پیشرفت می‌کند و در پایان رمان در هیئت شیطان ظاهر می‌شود. او خبرچین، عهدشکن و خائن است و به ایده‌های شوونیستی معتقد است. هاینریش مان در این رمان پیشگوی ظهور فاشیسم در آلمان دانسته می‌شود.

## ادبیات آلمانی تبعید
به آثار نویسندگان آلمانی ضد نازیسم بین سالهای ۱۹۳۳ تا ۱۹۴۵ گفته می‌شود. این آثار بیشتر در اتریش و سوئیس منتشر شدند. از چهره‌های مشهور ادبیات آلمانی تبعید می‌توان از تئودور آدورنو، هانا آرنت، والتر بنیامین، برتولت برشت، هرمان بروخ، روبرت موزیل، لیون فویشت وانگر، هاینریش مان، توماس مان و هرمان هسه نام برد.